# Dwaine Board
Dwaine Board (Rocky Mount, 29 novembre 1956) è un ex giocatore di football americano e allenatore di football americano statunitense nella National Football League (NFL).

## Carriera da giocatore

### Pittsburgh Steelers
Board fu selezionato nel draft NFL 1979 come 137ª scelta dai Pittsburgh Steelers. Prima della stagione regolare fu svincolato.

### San Francisco 49ers
Nel 1979 Board firmó con i San Francisco 49ers], disputandovi 117 partite, mettendo a segno 45 sack e vincendo 3 Super Bowl.

### New Orleans Saints
Nel 1988 Board passó ai New Orleans Saints dove giocó le ultime 4 partite della carriera.

## Carriera da allenatore

### Stagioni: dalla 1990 alla 1993
Board ha iniziato la sua carriera nella NFL come assistente allenatore dei defensive lineman dei San Francisco 49ers.

### Stagioni: dalla 1994 alla 2002
È divenuto l'allenatore dei defensive lineman.

### Stagioni: dalla 2003 alla 2008
Passa ai Seattle Seahawks sempre con lo stesso ruolo.

### Stagione 2009
Il 28 gennaio ha firmato con gli Oakland Raiders con il ruolo di coach dei defensive lineman.

### Stagione 2011
Il 21 gennaio 2011 ha firmato con i Cleveland Browns sempre per lo stesso ruolo.

## Palmarès
- 4 Super Bowl (XVI, XIX, XXIII, XXIX)